# Slivice
Slivice este o localitate din comuna Cerknica, Slovenia, cu o populație de 154 de locuitori.